# 丹佛影评人协会
丹佛影评人协会（英語：Denver Film Critics Society）是美国科罗拉多州丹佛的影评人协会。

## 分类
其主要奖项分类有：
- 最佳男主角
- 最佳女主角
- 最佳导演
- 最佳男配角
- 最佳女配角
- 最佳原创剧本
- 最佳群戏表演
- 最佳改编剧本
- 最佳纪录片
- 最佳外语片
- 最佳原创歌曲
- 最佳原创音乐

## 多奖得主
丹佛影评人协会奖多奖得主有：《国王的演讲》、《拆弹部队》。